# 叶润成
叶润成（1961年9月—），中国前男子游泳运动员，专项为蛙泳。他曾获得1982年亚洲运动会游泳比赛男子100米蛙泳金牌，这是中国获得的第一枚亚洲运动会游泳金牌。